# Panticosa
Panticosa est une commune d'Espagne dans la communauté autonome d'Aragon, province de Huesca. Elle regroupe les villages de Panticosa, Baños de Panticosa et El Pueyo de Jaca. Sur le territoire de la commune se trouvent la station de ski d'Aramón Panticosa et la station thermale/station de ski Balneario de Panticosa.

## Géographie
Le territoire de la commune se situe dans le massif montagneux des Pyrénées. Par le Port du Marcadau, on peut rejoindre la vallée de Cauterets, dans le département français des Hautes-Pyrénées :
| \| Panticosa \| Géolocalisation sur la carte des Pyrénées. |
| Panticosa                                                  |

Administrativement la localité se trouve au nord de l'Aragon dans la comarque de l'Alto Gállego.

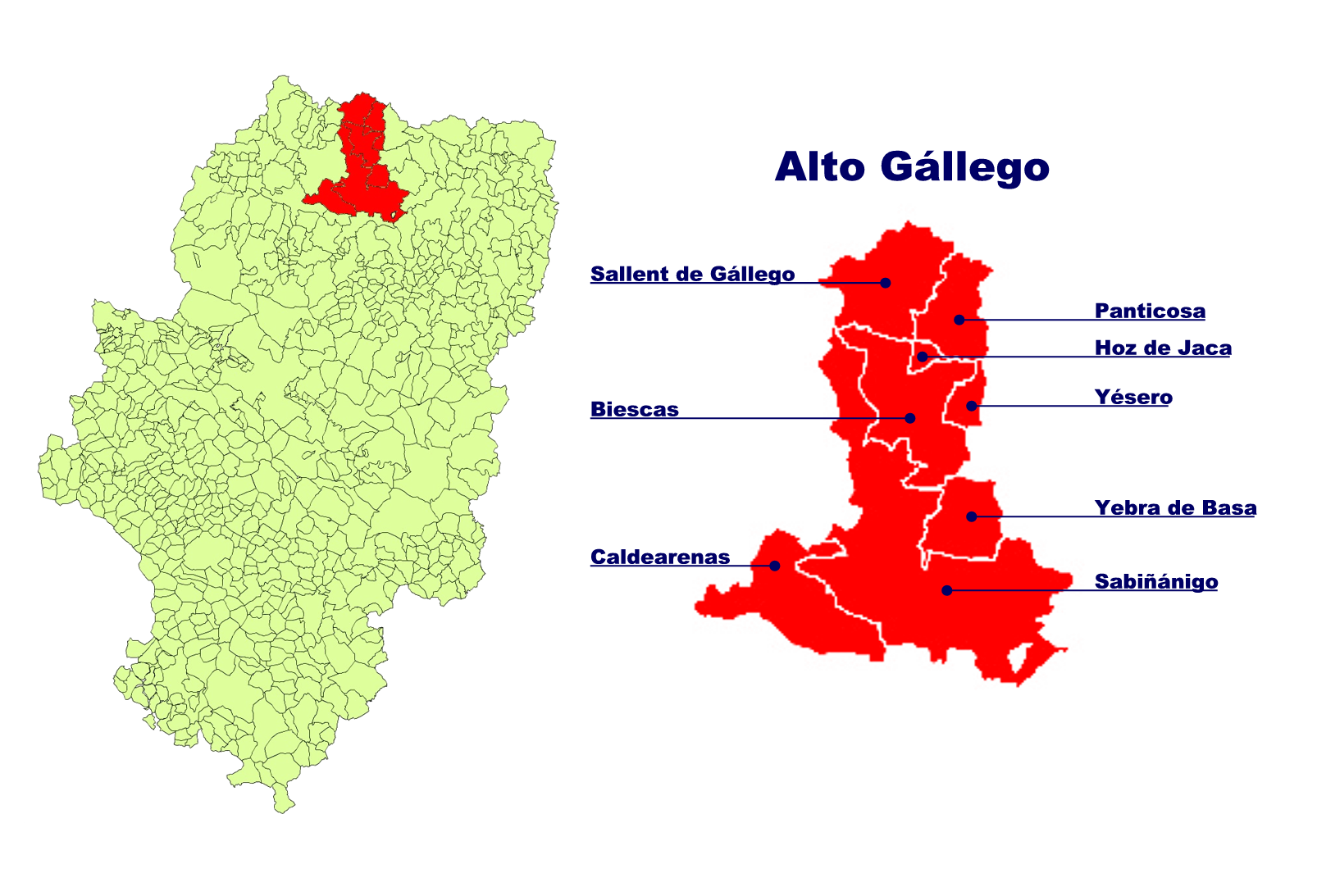
Territoire des communes en la comarque de l'Alto Gállego (zone rouge, reste de l'Aragon en vert clair).

Localités limitrophes : À compléter

## Administration
| Période | Période | Identité              | Étiquette | Qualité |
| ------- | ------- | --------------------- | --------- | ------- |
| 1979    | 1983    |                       |           |         |
| 1983    | 1987    |                       |           |         |
| 1987    | 1991    |                       |           |         |
| 1991    | 1995    |                       |           |         |
| 1995    | 1999    |                       |           |         |
| 1999    | 2003    |                       |           |         |
| 2003    | 2007    |                       |           |         |
| 2007    | 2011    | José Luis Pueyo Belio | PSOE      |         |

## Démographie
| Évolution démographique | Évolution démographique | Évolution démographique | Évolution démographique | Évolution démographique | Évolution démographique | Évolution démographique | Évolution démographique | Évolution démographique | Évolution démographique | Évolution démographique | Évolution démographique | Évolution démographique | Évolution démographique | Évolution démographique | Évolution démographique | Évolution démographique | Évolution démographique |
| 1842                    | 1857                    | 1860                    | 1877                    | 1887                    | 1897                    | 1900                    | 1910                    | 1920                    | 1930                    | 1940                    | 1950                    | 1960                    | 1970                    | 1981                    | 1991                    | 2001                    | 2007                    |
| ----------------------- | ----------------------- | ----------------------- | ----------------------- | ----------------------- | ----------------------- | ----------------------- | ----------------------- | ----------------------- | ----------------------- | ----------------------- | ----------------------- | ----------------------- | ----------------------- | ----------------------- | ----------------------- | ----------------------- | ----------------------- |
| 439                     | ..                      | ..                      | 609                     | 627                     | 691                     | 711                     | 669                     | 747                     | 789                     | 711                     | 618                     | 566                     | 456                     | 509                     | 589                     | 705                     | 776                     |